# مون دای سونگ
مون دای سونگ (به انگلیسی: Moon Dae-Sung) زاده ۳ سپتامبر ۱۹۷۶ است. او تکواندوکار بازنشسته المپیک کشور کره جنوبی است. وی در بازی‌های المپیک تابستانی ۲۰۰۴، توانست در سنگین وزن مدال طلا را کسب کند.